# Селищна рада
Селищна рада — орган місцевого самоврядування селищних територіальних громад України, колишня адміністративно-територіальна одиниця в СРСР, деяких країнах СНД, а також сучасна адміністративно-територіальна одиниця у Білорусі.[джерело?]